# Амеріс
Амеріс — давньоєгипетський правитель, який фактично володарював у Дельті, керуючи з Саїса. Його відносять до прото-XXVI династії.